# THE超人様
『THE超人様』（ザ ちょうじんさま）は、石原まこちんによる日本の漫画作品。集英社『週刊プレイボーイ』運営のニュースサイト『週プレNEWS』内で2017年5月22日から2020年4月3日まで連載。毎週金曜日に配信されていた。全139話。

## 概要
ゆでたまごの漫画『キン肉マン』に登場するカナディアンマン、スペシャルマン、プリプリマンを主人公としたスピンオフギャグ漫画。『キン肉マン』本編で一向に活躍できない3人のマイナー超人がファミレスで雑談し続ける様子を描く。基本的に話はファミレス内で展開され、登場人物の大半はファミレスの客となっている。
3人の若者がファミレスで雑談するというコンセプトは石原の代表作であるギャグ漫画『THE3名様』と同じであり、本作はそのセルフパロディとなっている。
元々は『週プレNEWS』内で連載中の『キン肉マン』完璧超人始祖編が2017年5月15日配信分で完結し、新シリーズ再開に向けて準備中の企画第1弾として同年5月22日、29日の2週にわたり掲載された読み切り漫画だったが、以降も連載扱いで『週プレNEWS』に掲載されている。
最初から『キン肉マン』休載期間用に描かれたものではなく、大の『キン肉マン』ファンである石原が2017年冬に昔世話になった『キン肉マンII世』初代担当であり『週プレNEWS』編集長の貝山弘一に本作のネームを見せたのが掲載のきっかけになっている。
石原によるとキン肉マンやテリーマン、ロビンマスクなどの超人はリスペクトが強すぎて勝手に動かせないということで、「この辺りがいいかな」ということで本編で不遇なカナディアンマンとスペシャルマンのコンビと、本編で一瞬しか登場しなかったプリプリマンが選ばれた。ファミレスにいて違和感がある完璧超人やアイドル超人も登場人物から外されている。単行本第4巻の裏表紙にも、本作で絶対にやってはいけないこととして「アイドル超人を回想以外で登場させないこと」と書かれている。なお、単行本第5巻の帯で、ゆでたまごは「カナディアンマンVSパイレートマン戦でのカナディの頑張りは、間違いなく『THE超人様』に触発されたからです」とコメントしている。
『キン肉マン』同様、読者の考えた超人を作品内のキャラクターとして登場させる企画「超人様募集」が初単行本化記念として行われた。
連載以前に、2015年に開催された『キン肉マン』のコンピレーション展「マッスル・ギャラリー」で石原によるコラボイラスト「THE キン肉マン様」が描かれている。『THE超人様』と同じ構成だが、こちらのメンバーはミスター・カーメン、ウォーズマン、ティーパックマンになっている。
連載終了後の2021年4月1日から29日まで大阪・心斎橋で本作のイベント「THE超人様 IN KIN29SHOP OSAKA」が開催され、続いて同年7月2日から18日まで東京・高円寺で「THE超人様 IN KIN29SHOP-NEO KOENJI」が開催された。また、このイベント開催を記念して本作が『週プレNEWS』で限定復活し、同年7月5日に「特別編 パズルの正体!!の巻」が配信された。
2024年7月4日に発売された『キン肉マンジャンプ Vol.5』に特別編「上坂すみれの愛!!の巻」が掲載された。

## 登場人物

### 主要人物
カナディアンマン
怪力自慢のカナダ出身の正義超人。超人強度は100万パワー。好きなものはパンケーキ on メープルシロップと、親分肌を気取っているときの自分。口が達者で必殺技はお国自慢。スペシャルマンとタッグチーム「ビッグ・ボンバーズ」を組んでいる。
同時期に連載の『キン肉マン』本編でカナディアンマンが再登場し、オメガ・ケンタウリの六鎗客の1人パイレートマンと闘ったため、それに合わせて本作でしばらく登場しない時期があった。また、本編でパイレートマンに惨殺されたが、ゆでたまごの厚意によりこちらでは生存している。パイレートマン戦から生還してからは周囲から一時的にヒーロー扱いされるが、本人は若干の戸惑いを感じながら普段通りに振る舞い、元の生活に戻っていった。
祖父母はメープルシロップの生産者で、カナディアンマンがパイレートマン戦を終えて帰国した後、カナディアンマン印のメープルシロップを勝手に発売していた。
スペシャルマン
性格は温厚で控えめのアメリカ出身の正義超人。すぐ調子に乗るカナディアンマンのサポート役。超人強度は65万パワー。これといった必殺技はないが、プリ子には「やさしさがスペシャル」と評されている。作中のまとめサイト「キン肉マン瞬殺ランキング」の5位にランクインしており、瞬殺超人としてレオパルドンとキャノンボーラーにリスペクトされている。
六鎗客との闘いに向かったカナディアンマンの無事を祈り、彼が戻ってきたときは誰よりも喜んだ。しかしカナディアンマンの本編での活躍に負担を感じるようになり、頑張りすぎて空回りな行動を取ったり腹黒な一面を見せたりするようになる。
プリプリマン
カメルーン出身の謎の超人。顔が尻のようになっている。超人強度は97万パワー。本編で7人の悪魔超人の1人として一瞬だけ登場した。バッファローマンを尊敬している。毒舌家だが情に弱い面もあり、悪魔超人に属しながら友情に興味を持ち始めている。唯一の必殺技であるオナラ技（ホワイトホール）をキン肉マンにパクられたと主張している。瞬殺どころか勝負以前に消えた瞬滅超人としてレオパルドンとキャノンボーラーにリスペクトされている。
ベンキマンとは「出す側」と「受ける側」で一族的に関係があり、父親から超人宇宙タッグトーナメントにベンキマンと組んで出場しろと勧められていたが、ベンキーヤ一族は出す側のプリプリ族をよく思っていなかったため実現しなかった。
変にメジャーなところがあり、他の2人を差し置いてテレビで取り上げられたり『ビックリマン』とのコラボ商品『肉リマン』に登場したり密かな人気を持つ。イワオが作った超人専門の芸能事務所に所属しており、事務所のナンバー3という扱い。月1回のローカル局の番組『プリッと美尻ナイト』に審査員長としてレギュラー出演している。副業として、超人の家や試合会場を巡って回収した不用品を世界中のキン肉マニアに売る超人廃品回収を行っている。

### その他の人物
ミキサー大帝（ミキサーたいてい）
上半身全体がミキサーでできている超人。ファミレスでドリバ係のアルバイトをしていて、ミックスジュースの容器になっている。後に芸能事務所からスカウトされてバイトを辞めた。
チエの輪マン（チエのわマン）
スペシャルマンのバイト先の友達。後述のスカイマンのグループの一員でもある。数十年鍛え続けた結果、知恵の輪ボディが複雑になって解くのが数十倍難しくなったと豪語している。六鎗客との闘いに招集がかかってもいいようにツイッター上で暇アピールをしていたが、六鎗客の画像を見た途端怖気づいてツイートを削除した。チエコという彼女がいる。
ベンキマン
和式便器のボディを持ち、頭にとぐろ状の大便のオブジェを頂く超人。ベンキーヤ一族ではスーパーヒーローとして扱われている。頭のオブジェを取った所にある蛇口から冷水が出る他、ボディの便器に温水洗浄器を搭載している。
後に『キン肉マン』本編でオメガ・ケンタウリの六鎗客の1人ギヤマスターと闘い戦死したことを受けて、バレンタインデーには墓前にウンコ型チョコが投げ込まれた。
キン骨マン（キンこつマン）
インターネットで超人からグッズを買い取って超人グッズレンタルショップを開いている怪人。姪が産まれるために食事を急いでいた際にはファミレス内にUFOを持ち込んでいたが、UFOの波動により客の体に変調をきたす騒動になる。ウサギのペットを飼っている。
サンシャイン
プリプリマンの上司にあたる悪魔六騎士の1人で、『キン肉マン』本編ではアシュラマンとともにビッグ・ボンバーズを瞬殺した存在。ファミレスやビーチで女の子とデートをする姿を見せるが、後に4人の子供を持つ父親であることが判明する。デートでは砂でできた身体の形をチェンジしてメルヘンチックな愛情表現を行う。カナディアンマンたちが彼を怒らせて暴行を受けるオチが多いが、誤ってファミレスのテーブルを壊した際は自ら変形してテーブル代わりになり、調子に乗ったカナディアンマンたちにおもちゃ扱いされても「因果応報」と耐え忍んだ。
シルバーリキ
本編では扉ページのみ登場の、自称どマイナー超人。カナディアンマンが自信を取り戻すために呼んだゲスト超人。しかし彼のキンケシはプレミアがついて買い取り価格35万円（ビッグ・ボンバーズは20円）だと判明し、カナディアンマンが自信を取り戻すことはなかった。
スカイマン
カナディアンマンたちとは別のグループのリーダー的存在。本編でのオメガ・ケンタウリの六鎗客との闘いに呼ばれず不服そうであり、気合いを入れてオーバーマスクをたくさん作っている。
タイルマン
スカイマンの仲間。週に3回ヘルパーのボランティアをしており、入浴が苦手なお年寄りのために自分のタイルボディに富士山の絵を描き、「銭湯を思い出して落ち着く」と好評を得ている。
キューブマン
スカイマンの仲間。敵を混乱させるためにキューブボディを色から文字に変えており、面ごとに単語を作れたら完成できるようになっている。
レオパルドン
巨大な大砲を背負った超人。『キン肉マン』キン肉星王位争奪編で強力（ビッグボディ）チームとして参加し、マンモスマンに0.9秒で瞬殺された。「キン肉マン瞬殺ランキング」の1位にランクインしている。その瞬殺ぶりをテレビ番組『水曜日のダウンタウン』や『アメトーーク!』で取り上げられ有名になっており、それをネタにゴーレムマンとともに合コンをしまくりビッグボディの怒りを買う。
キャノン・ボーラー
レオパルドン同様、『キン肉マン』キン肉星王位争奪編で強力チームとして参加した超人。「キン肉マン瞬殺ランキング」2位。レオパルドンと共にファミレスに来店した。
キング・ザ・100トン
体重を1tから100tまで自在に調整できる超人。5人家族でプリプリマンが住んでいるアパートの上の部屋に引っ越してきて、足音で悩ませている。100t界では変形して遊ぶことが流行っており、100tの祖父が孫のために体を変形させるカードを贈るが間違えてプリプリマンのポストに投函され、プリプリマンがそれをいたずらに利用することになる。
カレクック
頭にカレーライスを載せている超人。スペシャルマンのアパートの隣りに住んでいた時期があり、洗濯物がカレーの臭いになって困らせたことがある。後に本編でオメガ・ケンタウリの六鎗客の1人マリキータマンと闘ったことを受けて、ファミレスでカレクックの応援キャンペーンが行われた。戦死した後、バレンタインデーには墓前にタンカーでチョコが運ばれた。
スプリングマン
7人の悪魔超人の1人。鎌倉で人助けをして鎌倉市階段ヘルパーに任命されている。そのためアトランティスから、正義超人の友情を目の当たりにして情に目覚めかけていると指摘される。本人は人間や町と固い絆を作ってから一気に裏切り、悪魔を信じた自分を責めさせ2度傷つけさせるつもりだと言い訳をしている。
イワオ
超人の日常をパパラッチしている怪人。ツイッターに超人の写真をアップしており、フォロワーは100万人いる。イワオを叩くと100万人のフォロワーが叩いた相手をネット上で総攻撃して、叩いた相手は炎上超人として人気がガタ落ちする（人はこれを「イワオバスター」と呼ぶ）。SNS上での情報操作に長け、たまにスペシャルマンに相談されたりする。また、30人以上の超人が所属する超人専門の芸能事務所「イワプロ」を作っている。
ゲスで守銭奴でちょいワルな策士で、いかにも深夜のファミレスにいそうということで石原が気に入っているキャラクターでもある。
ブラックホール
7人の悪魔超人の1人。顔の穴が四次元空間に通じるブラックホールになっており、それを利用して都内の大食い店を荒らしていた。しかしイワオがその写真をSNSにアップしたことで店から出禁を食らい、腹いせにイワオをブラックホールに葬った。
バッファロー一族
バッファローマンの同族たち。「バッファローマンを囲む会」に出席するが、酔っぱらったバッファロー一族のひとりが同席していたプリプリマンをミートくんのようにバラバラにする。
キン肉マンゼブラ
運命の5王子の1人。ファミレスに来ること自体非常に珍しい超人。火事場のクソ力が出せるかどうかの実験としてプリプリマンに挑まれるが、必殺技マッスル・インフェルノで返り討ちにする。後に、男女がマッスル・インフェルノで天空遊泳しながらデートをするのが超人たちの間で流行になる。
スカル・ボーズ
全身に「SUKARU」の文字が刻まれている超人。超人病院の美容外科で全身のアルファベットを漢字に変えて、ヨーロッパで和彫りマンとして人気になっている。後に新生・残虐チームに志願し、ソルジャーマンの面接を受けるが不採用となる。
スニゲーター
悪魔六騎士の1人として有名な超人。プリプリマンが公園でスニゲーターの脱皮後の抜け殻を拾い、ティッシュを詰めてファミレスの席に座らせて周りの客に本物だと思わせるが、脱皮した本人もファミレスに来店していた。
キン肉マンビッグボディ
運命の5王子の1人。出身はキン肉星だが、国籍はカナディアンマンと同じカナダ。『キン肉マン』本編で必殺技メイプルリーフクラッチで六鎗客のギヤマスターを倒したことで、ファミレスで自身のコラボメニュー「カナディアンメープルパンケーキ」が作られ、それを気に入りその場にいる客全員に同じメニューをごちそうした。
中野さん（なかのさん）
オカルト雑誌『月刊ム!』の編集者。超人界の怪現象について特集を組み、超人界一オカルトに近いブラックホールとミスター・カーメンに取材を行う。作中で結婚40周年を迎えている。
ミスター・VTR（ミスター・ブイティーアール）
ビデオカメラ型の超人。スペシャルマンが仲良くしているバイト先の後輩。アナログだったスライドモニター一式を最新のスマホでも操作できるHDD式にしており、シーンチェンジャーでアダルトな映像を再現したことでカナディアンマンに大いに気に入られる。
バイクマン
オートバイをモチーフとした超人。ファミレスの店員として登場する。店内でエンジンをかけながらバイク形態で走行する、注文をまともに聞かない、自分をラーメンマンと間違えた客（与作さん）を天井に吊るすなど横暴な振る舞いをするが、誰も文句を言うことができない。注文を運んでいる際に通路にいた子供を轢きかけ、カナディアンマンがバイクマンを止めたことで事なきを得るが、そのときに落とした料理や皿の代金をカナディアンマンに請求した。ミスター・VTRによるとバイトを掛け持ちしているという。
ペーパーミイラ
トイレットペーパーの頭部と胴体を持つマイナー超人。インスタでネコとの日常が注目されて今やフォロワー100万の有名超人となっており、彼にならってペットを飼いだす超人が続出している。別の回では、ファミレスでプリ子が彼と浮気をする描写がある。
ハラボテ・マッスル
宇宙超人委員会委員長。ビッグ・ボンバーズとは『キン肉マン』本編のキン肉マン対悪魔将軍戦で最後までリングを支えた仲。自分が提案して採用されたリングは数えるほどしかなく、新しいリングのアイデアを考えるが煮詰まっていたためビッグ・ボンバーズに協力を要請する。
キン肉マンソルジャー（ソルジャーマン）
運命の5王子の1人。『キン肉マン』本編でキン肉アタルに瞬殺され、取って代わられたオリジナルのほうのキン肉マンソルジャー。アタルのコスチュームは自分がオリジナルであると主張しており、チームメイトのウールマンとザ・ゴッド・シャークに愚痴をこぼしている。メンバー同士付き合いが浅いため、互いの絆を深めようと毎晩ファミレスに集っているが一向にその効果はなく、さらに残りのメンバーであるブルドーザーマンは工事現場の仕事で、ヘビー・メタルはバンドの練習で毎回欠席している。
キングコブラ
体がロウでできているロウソク超人。一家そろってファミレスに来店したところ、空調の不具合により店内の気温が上昇したため体が溶け始める。それを見かねたサンシャインのムスコ2人がカナディアンマンとスペシャルマンにジャイアントスイングをかけ、その風圧で店内が涼しくなったことで事なきを得る。
プヨプヨ
あらゆるものに変身できる超人。ブロッケンJr.とは戦友であり、彼の対戦相手であるオメガマン・アリステラに売るために、プヨプヨのDNAを分けてほしいとプリプリマンとプリ子に言われた際には激怒した。
モーターマン
乾電池の腕とモーターのボディを持つ超人。本編でラーメンマンに真っ二つにされて敗れた後、試合会場に来ていたデューク・カマタに引き取られて夜店や盆踊りの発電機として使われてきたが、故障した身であるため最後はスマホの充電しかできなくなりお役御免となる。廃品回収場で転がっていたところをバイト中のプリプリマンに拾われ、最期はプリプリマンの壊れたスマホのバッテリー代わりとなり力尽きる。

### 本作オリジナルキャラクター
プリ子（プリこ）
プリプリマンの彼女。プリプリマン同様顔が尻のようになっている。わがままなギャル風の女性で、プリプリマンを振り回している。セブ島が好き。
初登場時はカナディアンマンが帰ってくるまでのつなぎとして呼ばれており、石原によると1話限りのキャラクターの予定だったが、ゆでたまごの原作担当・嶋田隆司が「プリ子かわいいやん」と言ったため、どんどん出すようになったという。
世界のベンキマン
宇宙超人タッグトーナメントでベンキマンとタッグが組めなかったプリプリマンが、代わりとなるパートナーになってもらうべく、世界をまわり訪ねたベンキマンたち。日本伝統のボットンベンキマン、トルコのベンキマン、仮設所のベンキマンが登場している。しかしベンキーヤ一族から御触れが出ていたため、プリプリマンはすべて断られた。
タコ大帝の息子、タバコマンの息子
『キン肉マン』黄金のマスク編でモブとして登場した超人の息子たち。本編でオメガ・ケンタウリの六鎗客と闘っているウルフマンを応援しており、スニゲーター戦で死んだキン肉マンに自分の命をあげたウルフマンのように、今度は自分の命を役立てたいと思っている。なお、タコ大帝はファミレスの客として登場している。
スイスマン
カナディアンマンの従兄弟。スペシャルマンたちがカナディアンマンと見間違えるほど似た姿をしている。永世中立超人であり、超人としてはドクター・ボンベ的な位置にいるという。必殺技はどんな仲違いも解消させる「スイスデリバレンス」。この技は2人の間に入って最低でも3秒間いないといけないので、本気でぶつかり合っている人たちには使えない。
ドクター・コボンベ
ドクター・ボンベの意志を継ぐ超人専門医。ボンベをリスペクトしている女医であり、暴漢に襲われているところをカナディアンマンに助けてもらう。幼い頃から両親にいい大学に行っていい職につけと言われ続け、目的もなく医者になったが、ある日病院の図書館でドクター・ボンベの医者魂が描かれた本（『キン肉マン』第21巻）に出会い、ドクター・コボンベとして生きる道を選んだ。
スペシャルパティ
スペシャルマンの妹。アイドル超人のルックスを持つ彼氏がいる。
ベンキマンII世
六鎗客との闘いで戦死したベンキマンの子供2人。父親の仇をとるためにベンキマンのダンゴ技を練習し、ファミレス中の客や店員を丸めた。
アレキサンドリア・カナディアン
超優秀な頭脳を持つカナディアンマンの少年秘書。通称カナ太。キン肉マンのお目付け役ミートくんにならい、カナダ政府によりカナディアンマンにあてがわられた。口うるさくスケジュールや健康を管理し、スペシャルマンとプリプリマンをカナディアンマンの悪友と見なしているが、彼らからは子供扱いされている。
ミスターフレイミング
炎上超人。ほとんどの超人のSNSを荒らしまくって炎上させており、フォロワーは120万人いる。その正体は、生きているうちに一度有名になったときの感覚を味わいたくて悪魔に魂を売ったスペシャルマン。
むっつりスケベの神
105人の超人の神の1人。知性の神と同じく眼鏡をかけている。カナディアンマンが動画のセールで何を買うか迷っているところに現れ、体に憑依し「なんでもエロく見えるむっつりの力」を授ける。あくまでもむっつりで周りに手は出さないため実害はない。
本編で残虐の神がサタンの結界に穴を開けたのを見て「オレにもあれくらいのことできる」とカナディアンマンの前にやってきて、超人墓場の結界を破って超人を連れてこようとしたが、集中力が切れたためにザ・マンが聴いていたレコードが通るくらいの大きさの亀裂しか作れなかった。
漁師マン（りょうしマン）
マイナー超人ナンバーワンを決める大会「M超人グランプリ」の出場者の中で最もマイナーとされる超人。リングサイド席からのプリプリマンのアドバイスのおかげで優勝する。女性に弱い。考案者は富澤たけし。
Λの民（ラムダのたみ）
辺境の地Λの星からやってきた宇宙人。深刻な過疎化による嫁不足が千年続いており、Λの民の危機を解決すべく地球にやってきた。事情を聞いたカナディアンマンたちに、参加予定だったCAとの合コンの権利を譲ってもらう。
キャッサバ
名前のみ原作7巻176ページに登場したとされる、キャッサバの顔を持つ超マイナー超人。超人オリンピック ザ・ビッグファイト第三次予選「恐怖の新幹線アタック競技」では新幹線を東京駅から浜松駅まで滑走させ、47位の成績で最終予選に進出している。ビッグファイト以降はプロレスから遠ざかり、バイオ燃料として注目されているキャッサバを利用して、石油メジャーとキャッサバ一族でエネルギー会社を経営している。プリプリマンからタピオカブームに便乗したビジネスを持ちかけられるが、やんわりと断った。
後にゆでたまごから原作7巻178ページ2コマ目に登場した超人の名前が「キャッサバ」であると語られている。なお、本作に登場するキャッサバの容姿は独自のもので、原作のものとは異なっている。

## 用語
オメガ・ケンタウリの六鎗客（オメガ・ケンタウリのろくそうかく）
本作と同時連載している『キン肉マン』本編の登場人物で、地球襲撃にやってきたオメガマン・アリステラ、ヘイルマン、パイレートマン、ギヤマスター、マリキータマン、ルナイトの6人組。本作でもたびたび名前が挙がり、ティーパックマン、カナディアンマン、ベンキマン、カレクック、ウルフマンの正義超人軍と交戦した際には、本作のファミレス店内で正義超人を応援するキャンペーンなどが行われた。
プリプリ族（プリプリぞく）
プリプリマンをはじめとする頭が尻の形になっている一族。彼らの住むプリプリ星は貧乏で、プリプリ族による屁で空気汚染されており観光客もいない。プリプリマンの家は33人兄弟の大家族で王族の直系であり、星ではプリプリ星王位争奪戦が勃発しているが、プリプリマン自身はバカバカしいという理由で参戦していない。プリプリマンは最終話直前の第138話で王族の暮らしに目がくらみプリプリ星に帰還したものの、地球のモノを食べているプリプリマンのオナラが原因で星が爆発し、王族は散り散りになる。

## 書誌情報
単行本ではタイトルの頭に「『キン肉マン』スペシャルスピンオフ」と付いている。また、第1話から第17話までのサブタイトルは1コマ目の背景のポスターに書かれているファミレスのメニュー名だったが、単行本化の際に内容に沿ったサブタイトルに変更されている。
- 石原まこちん『THE超人様』集英社〈ジャンプ・コミックス〉、全5巻
  1. 2018年6月4日発売[13]、ISBN 978-4-08-881553-4
  2. 2018年12月4日発売[14]、ISBN 978-4-08-881744-6
  3. 2019年6月17日発売[15]、ISBN 978-4-08-881874-0
  4. 2019年11月29日発売[16]、ISBN 978-4-08-882119-1
  5. 2020年6月4日発売[17]、ISBN 978-4-08-882342-3